# Kuchizuke
"Kuchizuke" (くちづけ) -SERIAL THRILL KISSER- é o trigésimo single da banda de rock japonesa Buck Tick, lançado em 1 de setembro de 2010. "Kuchizuke" foi usada como primeiro tema de abertura do anime Shiki e foi incluída no álbum Razzle Dazzle, que também conta com a segunda música de encerramento do anime, "Gekka Reijin".

## Recepção
Alcançou a sétima posição na Oricon Singles Chart, permanecendo na parada por seis semanas.

## Faixas
Todas as letras escritas por Atsushi Sakurai. 
| N.º            | Título                                | Música           | Duração |  |
| 1.             | "Kuchizuke" (くちづけ)                | Hisashi Imai     | 2:47    |  |
| 2.             | "Yōgetsu -Yōgetsu-" (妖月 -ようげつ-) | Hidehiko Hoshino | 4:49    |  |
| Duração total: | Duração total:                        | Duração total:   | 8:51    |  |

| Shiki special edition |                             |         |  |
| N.º                   | Título                      | Duração |  |
| 1.                    | "Kuchizuke -Shiki TV Size-" | 1:30    |  |

| DVD |                          |         |  |
| N.º | Título                   | Duração |  |
| 1.  | "Kuchizuke" (Videoclipe) |         |  |
| 2.  | "Kuchizuke" (Making-of)  |         |  |

## Ficha técnica
- Atsushi Sakurai - vocal
- Hisashi Imai - guitarra solo
- Hidehiko "Hide" Hoshino - guitarra rítmica
- Yutaka "U-ta" Higuchi - baixo
- Yagami Toll - bateria

### Músicos adicionais
- Kazutoshi Yokoyama - teclado e manipulação

### Produção
- Junichi Tanaka - direção e co-produção
- Hitoshi Hiruma - gravação e mixação
- Yosuke Watanabe; Shinya Kondo - engenheiros assistentes
- Kazunori Akita - direção de arte e design
- Shigenobu Karube - produtor executivo